# Ottorino Sartor
Scipioni Ottorino Sartor Espinoza (* 18. September 1945 in Chancay; † 2. Juni 2021 ebenda) war ein peruanischer Fußballtorwart. Er nahm für sein Land an der Fußball-Weltmeisterschaft 1978 teil.

## Karriere

### Verein
Sartor begann in seinem Heimatort in der Jugend von Torre Blanca de Chancay mit dem Fußballspielen. 1961 wechselte er zu Association Chorrillos und 1963 zu Defensor Arica, die beide in der zweiten Liga peruanischen Liga spielten. Mit Arica stieg er 1964 in die Primera División auf und wurde 1969 peruanischer Vizemeister.
1971 verließ er Arica und spielte in den folgenden Jahren für verschiedene peruanische Klubs, darunter  Universitario de Deportes, Coronel Bolognesi FC, Sport Boys und Deportivo Municipal.
Sartor beendete seine Karriere 1986 bei Juventud La Joya aus Huaral.

### Nationalmannschaft
Zwischen 1966 und 1979 bestritt Sartor 27 Länderspiele für die peruanische Fußballnationalmannschaft.
Bei der Copa América 1975 stand Sartor in sämtlichen Spielen des Turniers im peruanischen Tor und gewann die südamerikanische Meisterschaft.
Sartor gehörte auch zum peruanischen Aufgebot bei der Fußball-Weltmeisterschaft 1978 in Argentinien. Als Ersatztorhüter hinter Ramón Quiroga kam er im Verlauf des Turniers nicht zum Einsatz.

## Erfolge
- Südamerikanischer Meister: 1975